# Tahōtō

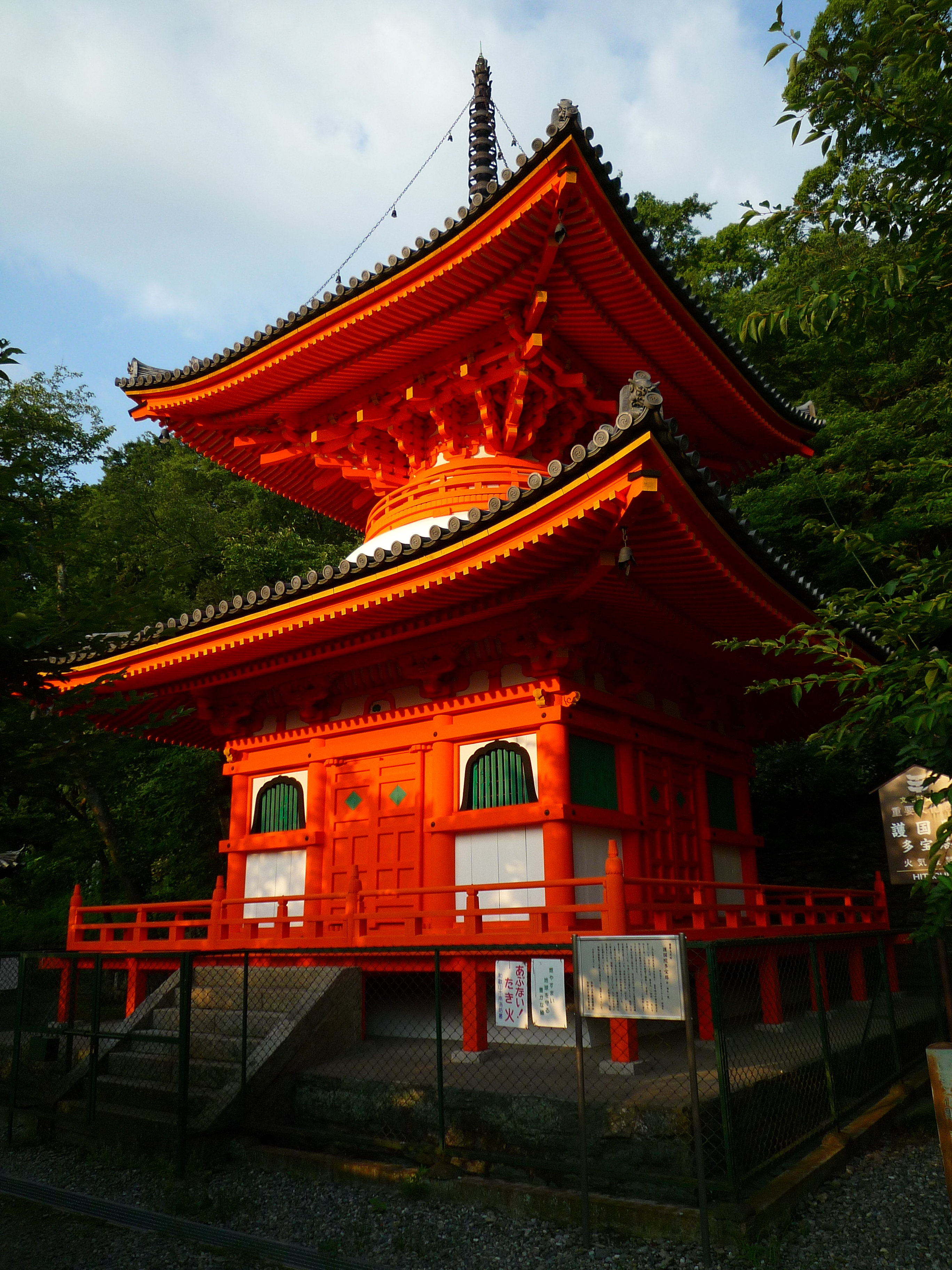
Tahōtō en el templo Kimii-dera, Wakayama.

El tahōtō (多宝塔 lit. pagoda muy ornamentada?) es una forma de pagoda japonesa encontrada principalmente en los templos budistas de las escuelas Shingon y Tendai. Es única entre las pagodas porque presenta un número impar de pisos (dos). El segundo piso tiene una balaustrada y parece habitable, pero no obstante es inaccesible y no ofrece espacio utilizable. Su nombre alude a Tahō Nyorai, quien aparece sentado en una pagoda de muchas joyas en el capítulo once del Sutra del Loto. Con partes inferiores cuadradas y superiores cilíndricas, un "techo de faldón" (mokoshi), un techo piramidal y un remate, el tahōtō o el daitō más grande era una de las siete salas de un templo Shingon. Tras el período Heian, la construcción de las pagodas en general declinó, por lo que las tahōtō nuevas se convirtieron en poco comunes. Seis ejemplares, de los cuales el de Ishiyama-dera (1194) es el más antiguo, han sido designados Tesoros Nacionales. No hay ejemplos en China, ya sean arquitectónicos o pictóricos, de nada que se parezca al tahōtō, aunque hay una referencia textual de la dinastía Song a un 'tahōtō con una cámara circundante'.

## Tipos

### Hōtō
El hōtō (宝塔 pagoda del tesoro?) es el antecesor del tahōtō y data de la época de introducción en Japón del budismo Shingon y Tendai en el siglo IX. No ha sobrevivido ningún hōtō de madera, aunque existen copias modernas, y los especímenes de piedra, bronce o hierro son siempre miniaturas que comprenden una piedra de base, un cuerpo en forma de barril, un techo piramidal y un remate.

### Daitō

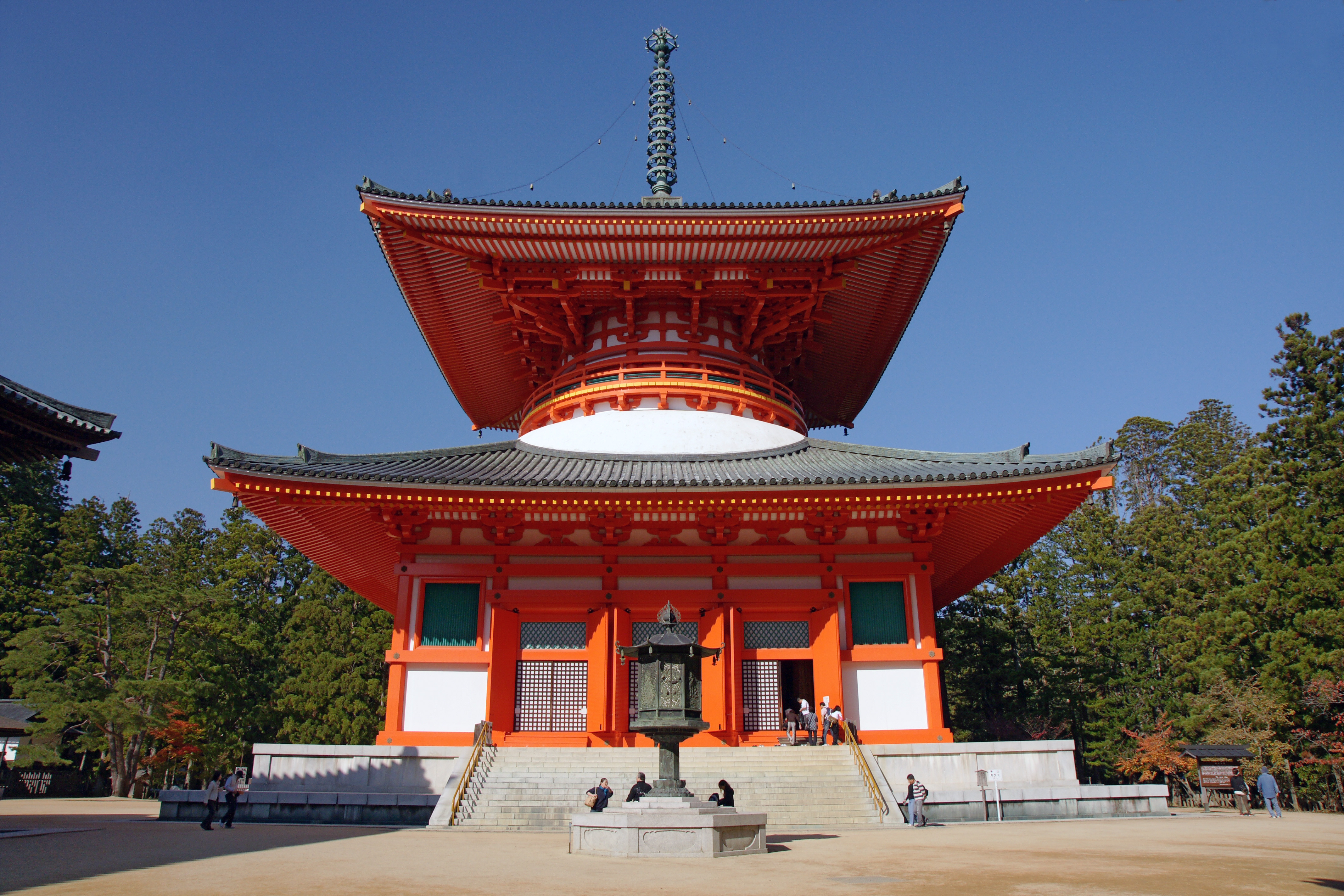
Daitō en el Monte Kōya.

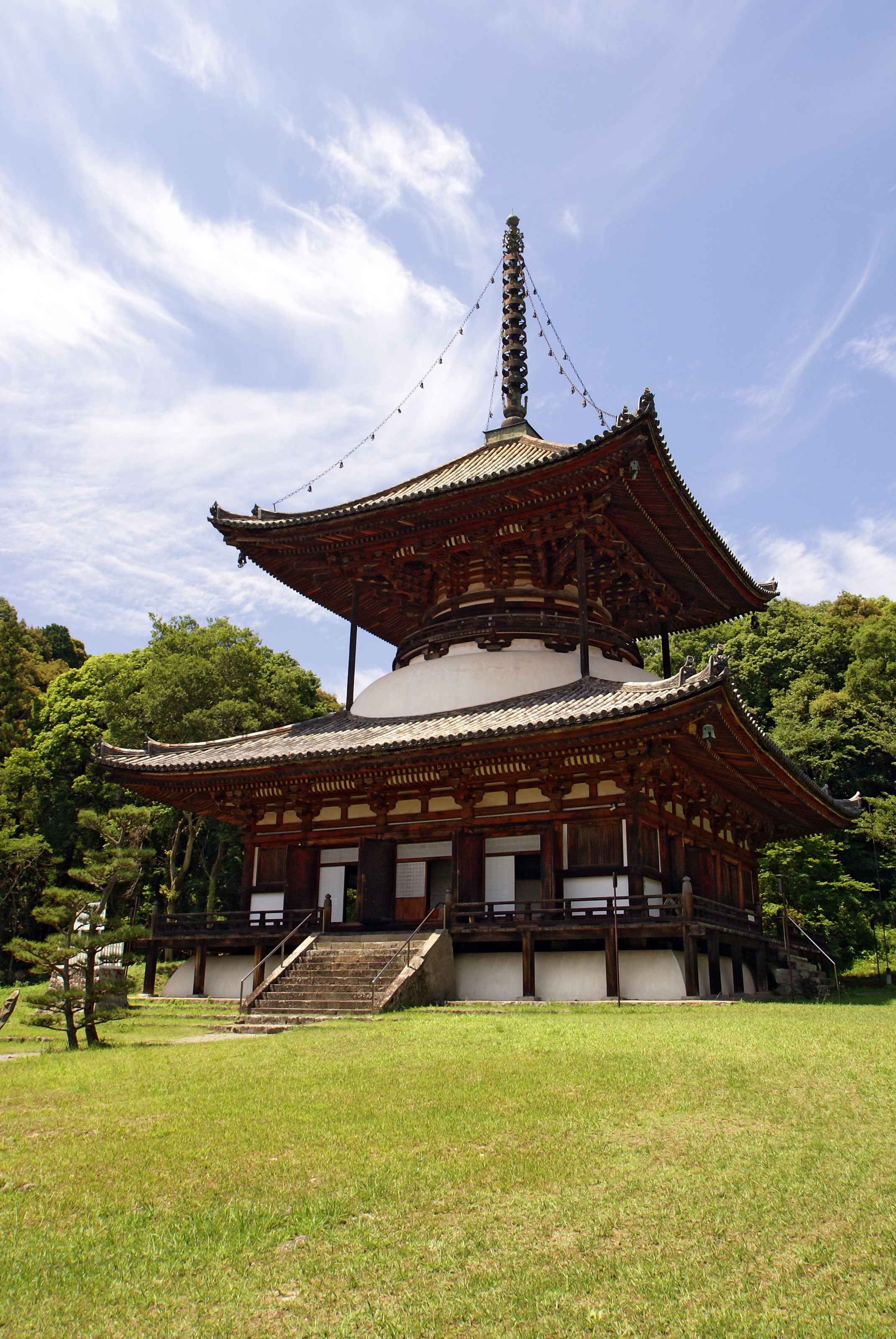
Daitō en el templo Negoro-ji.

Mientras que el tahōtō es de 3x3 ken, existe una versión más grande de 5x5 ken, conocida como daitō (大塔 pagoda grande?). Este es el único tipo de tahōtō que conserva la estructura original con una fila de pilares o una pared que separa el corredor (hisashi) del núcleo de la estructura, abolido en pagodas más pequeñas. El daitō solía ser común pero, de todos los que se construyeron, solo unos pocos aún perduran. Uno está en Negoro-ji, en la prefectura de Wakayama, otro en Kongōbu-ji, nuevamente en Wakayama, otro en Kirihata-dera, prefectura de Tokushima, y otro en Narita-san en Chiba. El mismo Kūkai, fundador de la escuela Shingon, construyó el célebre daitō para Kongōbu-ji en el Monte Kōya; con casi cincuenta metros de altura, las crónicas relatan que "el poderío de su piso único supera al de las pagodas de varios pisos". La estructura ubicada en el Negoro-ji mide 30,85 metros de altura y es un Tesoro Nacional.

## Estructura

Planta del daitō en Negoro-ji; muchas características se comparten con el tahōtō; el daitō es más grande, con cinco ken a cada lado en lugar de tres.

Las pagodas japonesas tienen un número impar de pisos. Si bien el tahōto puede parecer de dos pisos, la parte superior es inaccesible sin espacio utilizable. El techo inferior, conocido como (mokoshi), proporciona refugio y la apariencia de un piso adicional.

### Partes
Elevada sobre el kamebara o 'montículo de tortugas' (亀 腹), la planta baja tiene un plano cuadrado, de 3x3 ken de ancho, con un núcleo circular. En el interior, una habitación está marcada por el shitenbashira o 'cuatro pilares del cielo' (四 天柱), una referencia a los Cuatro Reyes Celestiales. Los principales objetos de culto a menudo están consagrados en su interior.
Arriba hay un segundo 'montículo de tortugas' como una referencia a la estupa. Dado que el yeso expuesto se desgasta rápidamente, una solución natural era proporcionarle un techo, el mokoshi. Arriba nuevamente hay una sección cilíndrica corta y un techo piramidal, apoyado sobre ménsulas de cuatro escalones.
Como todas las pagodas japonesas, el tahōtō está coronado por un eje vertical conocido como sōrin (相 輪?). Comprende la base o "cuenca de rocío", un cuenco invertido con pétalos de loto adjuntos, nueve anillos y varios ornamentos. La división del remate en secciones tiene un significado simbólico y su estructura en su conjunto representa una pagoda.

## Simbolismo
Varios mandalas muestran la Estupa de Hierro en el sur de la India, donde el patriarca Nāgārjuna recibió las escrituras esotéricas, como una pagoda de un solo piso con un cuerpo cilíndrico, un techo piramidal y una aguja. Las formas utilizadas en el tahōtō pueden representar los Cinco Elementos o las Cinco Virtudes. El montículo de estupa en forma de huevo puede representar el monte Meru, con el remate como el eje del mundo; o, según una interpretación popular, la base cuadrada puede representar una túnica doblada, la cúpula un cuenco de mendicidad volcado y la aguja un bastón para caminar. El tahōtō no servía como una torre relicario, sino a menudo como una sala de iconos.